# Kelvin Davis (voetballer)
Kelvin Geoffrey Davis (Bedford, 29 september 1976) is een voormalig Engels voetballer die speelt als doelman. Hij verruilde in juli 2006 Sunderland voor Southampton. In 2016 beëindigde hij zijn actieve loopbaan. Hiertoe werd een afscheidswedstrijd georganiseerd tussen het promotieteam van Southampton en het huidige team van de club. Hierin maakte Davis een doelpunt.

## Erelijst
| Football League Trophy | 1x | 2009/10 |

1 McCarthy ·
2 Walker-Peters ·
3 Manning ·
4 Downes ·
5 Stephens ·
6 Harwood-Bellis ·
7 Aribo ·
8 Smallbone ·
9 Armstrong ·
10 Lallana ·
11 Stewart ·
12 Edwards ·
13 Lumley ·
14 Bree ·
15 Wood ·
16 Sugawara ·
17 Brereton Díaz ·
18 Fernandes ·
19 Archer ·
20 Sulemana ·
21 Taylor ·
22 Alcaraz ·
23 Edozie ·
24 Charles ·
26 Ugochukwu ·
27 Amo-Ameyaw ·
28 Larios ·
31 Bazunu ·
32 Onuachu ·
33 Dibling ·
35 Bednarek ·
37 Bella-Kotchap ·
Coach: Martin